# Israel Internet Association

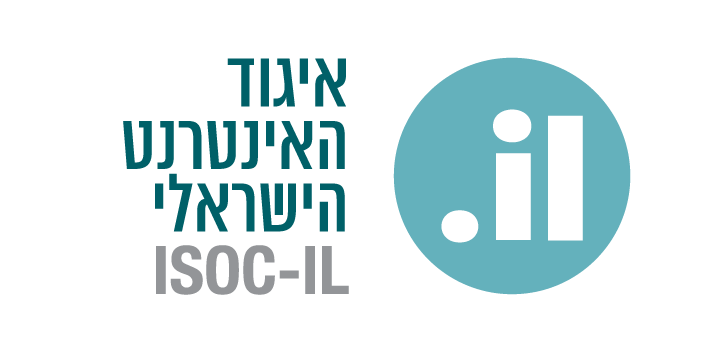
Logotipo de «Israel Internet Association»

Israel Internet Association es una organización sin ánimo de lucro y la empresa registradora del dominio de nivel superior geográfico (ccTLD) «.il», que está relacionado con Israel. Fue la segunda organización en el mundo en ser aceptada como un capítulo de la Internet Society.
También es responsable de gestionar el Israeli Internet Exchange (IIX).